# Samuel Ostervald
Pour les articles homonymes, voir Ostervald.
Samuel Ostervald, né le 3 novembre 1692 à Neuchâtel et mort dans la même ville le 24 décembre 1769, est un jurisconsulte et homme politique neuchâtelois. Il est l'auteur d'un important recueil sur la coutume de la principauté de Neuchâtel. 

## Biographie
Samuel Ostervald est le fils du théologien protestant Jean-Frédéric Ostervald et de Salomé de Chambrier. Après des études à Genève (1708), il effectue une licence en droit à l'université de Bâle (1709-1710). Il rédige une thèse de doctorat également à l'université de Bâle (1714), puis voyage à travers l'Europe. En Angleterre, en France, en Allemagne ainsi qu'aux Pays-Bas, il rencontre de nombreux intellectuels et ecclésiastiques grâce à la renommée de son père. Il embrasse ensuite une carrière politique à Neuchâtel. Maire de La Sagne en 1717, puis de Valangin en 1730, il rejoint les Quatre-Ministraux de la Ville de Neuchâtel en tant que Maître-des-Clefs en 1732 et enfin le Conseil d'État en 1727. En 1758, il assure la présidence du Conseil d'État.

## Le coutumier Ostervald
À la demande de Frédéric II, il rédige un recueil de la coutume de Neuchâtel, qui ne paraîtra qu'à titre posthume en 1785 sous le titre Les loix, us et coutumes de la souveraineté de Neuchâtel et Valangin. Il s'agit du premier ouvrage imprimé compilant le droit neuchâtelois. Malgré le soutien du maréchal Keith, alors gouverneur de Neuchâtel, Ostervald ne parvient pas à imposer son travail auprès du Conseil d'État, dont il est le doyen et le président en l'absence du gouverneur.

## Publications
Ostervald, Samuel, Les loix, us et coutumes de la souveraineté de Neuchâtel et Valangin, Neuchâtel: chez Samuel Fauche père & fils, imprimeur & Libraires du Roi 1785.